# Comité international paralympique
Pour les articles homonymes, voir CIP et IPC.

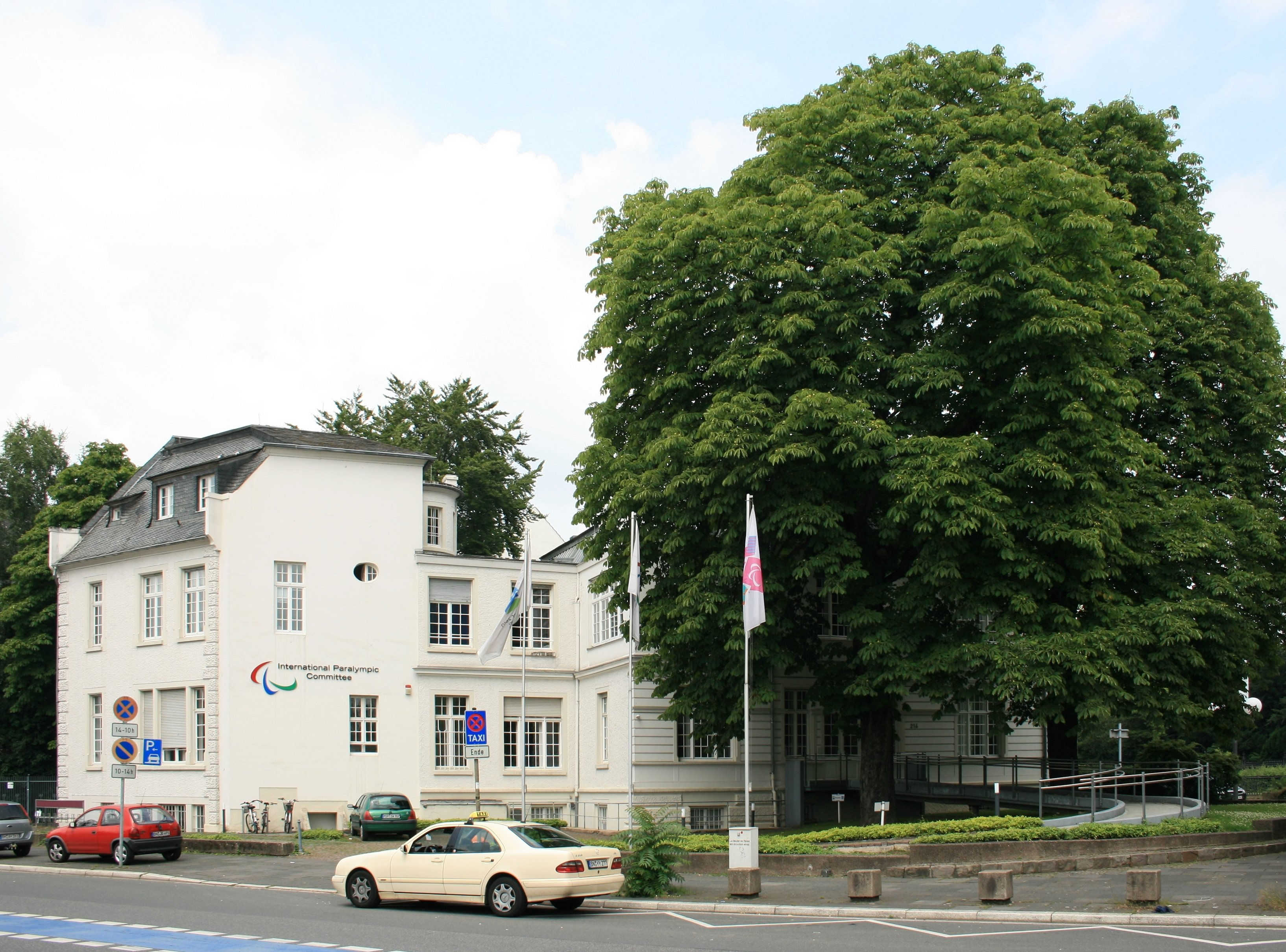
Siège du Comité international paralympique à Bonn.

Le Comité international paralympique (en abrégé CIP ; en anglais International Paralympic Committee, IPC) est l'instance dirigeante des handisports pratiqués par des athlètes handicapés. Le Comité international paralympique est une organisation à but non lucratif qui supervise l'organisation des Jeux paralympiques. Il est comparable au Comité international olympique (CIO), organisateur des Jeux olympiques.

## Histoire
Le Comité international paralympique (CIP) a été fondé le 22 septembre 1989 à Düsseldorf en Allemagne pour remplacer le Comité international de coordination des organisations mondiales de sport pour les handicapés créé en 1982.

## Objet et organisation
Les objectifs du Comité international paralympique sont :
- Superviser l'organisation des Jeux paralympiques.
- Développer le mouvement paralympique
- Promouvoir les sports paralympiques et permettre aux handicapés d'avoir accès à ces sports
- Contribuer à un environnement sportif respectant les règles et sans dopage
- Changer l'image des handicapés en suscitant l'intérêt de tous pour les Jeux paralympiques

En 2023, le CIP comprend 183 comités paralympiques nationaux. Elle regroupe cinq fédérations sportives internationales :
- la Fédération internationale des sports en fauteuil roulant
- la Fédération internationale des sports pour déficients visuels
- la Fédération internationale des sports pour personnes handicapées
- la Fédération internationale de sports et de loisirs pour infirmes moteurs cérébraux
- la Fédération internationale des sports pour personnes handicapées mentales

La spécificité du Comité international paralympique est de représenter plusieurs sports et plusieurs handicaps.
Le siège du CIP se trouve à Bonn en Allemagne.

### Présidents
| 1989-2001   | Drapeau du Canada      | Robert Steadward |
| 2001-2017   | Drapeau du Royaume-Uni | Philip Craven    |
| Depuis 2017 | Drapeau du Brésil      | Andrew Parsons   |

### Fédérations sportives indépendantes membres
Les fédérations internationales sont des fédérations sportives indépendantes reconnues par l'IPC comme représentant unique d'un sport paralympique. Les responsabilités des fédérations internationales incluent la compétence technique et des conseils sur les sites de compétition et d’entraînement de leurs sports respectifs pendant les Jeux paralympiques.
L’IPC reconnaît actuellement 17 fédérations internationales:

#### Sports d'été
- Boccia International Sports Federation (BISFed)
- Badminton World Federation (BWF)
- Fédération équestre internationale (FEI)
- World Rowing Federation (FISA)
- International Canoe Federation (ICF)
- International Tennis Federation (ITF)
- International Table Tennis Federation (ITTF)
- International Triathlon Union (ITU)
- International Wheelchair Basketball Federation (IWBF)
- International Wheelchair Rugby Federation (IWRF)
- Union cycliste internationale (UCI)
- World Archery (WA)
- World ParaVolley (WPV)
- World Taekwondo (WT)

#### Sports d'hiver
- International Biathlon Union (IBU)
- Fédération internationale de ski et de snowboard (FIS)
- World Curling Federation (WCF)

## Organisations internationales de sports pour handicapés
Ces organisations indépendantes sont reconnues par l'IPC comme les seuls représentants d'un groupe spécifique de déficiences.
- World Abilitysport : fusion de Association internationale du sport et des loisirs des paralysés cérébraux (CPIRSA) et Fédération internationale des sports en fauteuil et pour amputés (IWAS)
- Fédération internationale des sports pour personnes aveugles (IBSA)
- World Intellectual Impairment Sport (INAS)